# International Brotherhood of Magicians
A International Brotherhood of Magicians (IBM) é uma das maiores organizações de ilusionistas com cerca de 15.000 membros em 73 países. Foi fundada em 1922 por Len Vintus, e a sua sede situa-se em St. Charles, Missouri. A organização conta com mais de 300 grupos locais, designados de "Rings". A IBM publica mensalmente a revista The Linking Ring e organiza anualmente uma convenção que tem lugar numa cidade norte-americana.